# Scleroprocta acifurca
Scleroprocta acifurca är en tvåvingeart som beskrevs av Evgenyi Nikolayevich Savchenko 1979. Scleroprocta acifurca ingår i släktet Scleroprocta och familjen småharkrankar. Inga underarter finns listade i Catalogue of Life.